# Martin Rymarenko
Martin Rymarenko (Banská Bystrica, 9 aprile 1999) è un calciatore slovacco, attaccante del Dukla B.B..

## Statistiche

### Presenze e reti nei club
Statistiche aggiornate al 28 agosto 2022.
| Stagione                   | Squadra                    | Campionato                 | Campionato | Campionato | Coppe nazionali | Coppe nazionali | Coppe nazionali | Coppe europee | Coppe europee | Coppe europee | Altre coppe | Altre coppe | Altre coppe | Totale | Totale |
| Stagione                   | Squadra                    | Comp                       | Pres       | Reti       | Comp            | Pres            | Reti            | Comp          | Pres          | Reti          | Comp        | Pres        | Reti        | Pres   | Reti   |
| -------------------------- | -------------------------- | -------------------------- | ---------- | ---------- | --------------- | --------------- | --------------- | ------------- | ------------- | ------------- | ----------- | ----------- | ----------- | ------ | ------ |
| gen.-giu. 2019             | Komárno                    | 2.L                        | 9          | 0          | CS              | -               | -               | -             | -             | -             | -           | -           | -           | 9      | 0      |
| 2019-2020                  | Šamorín                    | 2.L                        | 18         | 8          | CS              | 1               | 0               | -             | -             | -             | -           | -           | -           | 19     | 8      |
| 2020-2021                  | Šamorín                    | 2.L                        | 27         | 14         | CS              | 2               | 1               | -             | -             | -             | -           | -           | -           | 29     | 15     |
| Totale Šamorín             | Totale Šamorín             | Totale Šamorín             | 45         | 22         |                 | 3               | 1               |               | -             | -             |             | -           | -           | 48     | 23     |
| lug.-sett. 2021            | DAC Dunajská Streda        | SL                         | 5          | 0          | CS              | 1               | 1               | UECL          | 1             | 0             | -           | -           | -           | 7      | 1      |
| sett. 2021-2022            | Ružomberok                 | SL                         | 23         | 4          | CS              | 2               | 1               | -             | -             | -             | -           | -           | -           | 25     | 5      |
| lug.-ago. 2022             | DAC Dunajská Streda        | SL                         | 2          | 0          | CS              | 0               | 0               | UECL          | 2             | 0             | -           | -           | -           | 4      | 0      |
| Totale DAC Dunajská Streda | Totale DAC Dunajská Streda | Totale DAC Dunajská Streda | 7          | 0          |                 | 1               | 1               |               | 3             | 0             |             | -           | -           | 11     | 1      |
| ago. 2022-2023             | Dukla B.B.                 | SL                         | 2          | 1          | CS              | 0               | 0               | -             | -             | -             | -           | -           | -           | 2      | 1      |
| Totale carriera            | Totale carriera            | Totale carriera            | 86         | 27         |                 | 6               | 3               |               | 3             | 0             |             | -           | -           | 95     | 30     |